# Springdykkeren
Springdykkeren er en dansk stum dramafilm produceret af Nordisk Films Kompagni og instrueret af Robert Dinesen. Filmen er i genren "sensationsfilm", en populær genre i datiden indeholdende spektakulære stunts, i dette tilfælde et udspring fra stor højde med en brændende sæk over hovedet.   
Filmen havde dansk premiere den 24. oktober 1912 i Panoptikon Teatret i København og blev i engelsktalende lande distribueret som All in Vain, i svensktalende lande som I Kamp med döden og i fransktalende lande som Le Plongeur. 

## Handling
Den unge Nelly Davies er dygtig og modig både i sport og som omsorgsfuld datter. Da hendes far bliver alvorligt syg og har brug for en kurrejse, mangler Nelly penge. Hun ser en annonce fra cirkus, hvor springdykkeren Mr. Cæsar tilbyder 10.000 kroner til den, der kan gentage hans livsfarlige spring. Nelly beslutter at udføre springet for at redde sin far. Hun skriver kontrakt med cirkus og gennemfører det dramatiske spring med en brændende sæk over hovedet fra cirkuskuplen og ned i et vandbassin. Men samtidig finder hendes far kontrakten, og i et forsøg på at stoppe hende overanstrenger han sig og dør af chok. Selvom Nelly får pengene, kommer hjælpen for sent – hendes far er død, og hendes modige offer koster hende det menneske, hun ville redde.

## Medvirkende
- Elisabeth Stub
- Cajus Bruun
- Axel Boesen
- Christian Schrøder
- Lauritz Olsen